# Balneario San Jacinto
El Balneario San Jacinto es un pueblo de pescadores en la provincia ecuatoriana de Manabí, en la costa del Océano Pacífico. Pertenece al Cantón Sucre, cuya cabeza cantonal es Bahía de Caráquez, encontrándose a 35 km al sur de dicha localidad. Se encuentra a 38 km al norte de Manta y a unos 35 km al norte de la capital provincial Portoviejo. Tiene unos 9.000 habitantes y cuenta con una incipiente proyección turística con hoteles, hosterías y multitud de restaurantes especializados en pescado y marisco que se pesca frente a sus costas.

## Características
Cuenta con una playa de más de  3 km  que linda al sur con el estuario del río Portoviejo conocido como La Boca, con una gran variedad de manglares y dormitorio habitual de una gran variedad de aves, entre ellas algunas migrantes, dominando fragatas, pelícanos, cormoranes, y en especial una gran variedad de garzas blancas, real, gris, hasta 50 especies, crustáceos y muchas iguanas.
También cuenta con un bosque montano espinoso seco en la altura de la Punta Charapotó. Y muy cerca se encuentran las ruinas prehistóricas de Japotó, unas tolas que están actualmente en excavación, habiéndose hallado múltiples vestigios de antiguas civilizaciones.
En las aguas frente al Balneario, se pescan gran variedad de sabrosas especies, como el lenguado, camotillo corvina, pargo, salmonete y otras, pero la pesca principal es la del camarón (varias clases) y del langostino.
- Datos: Q5717409